# Coahuila y Texas
Coahuila y Texas fue uno de los 19 estados mexicanos durante la Primera República Federal. Comprendía aproximadamente el territorio del actual estado de Coahuila (México) y una parte importante del territorio de Texas (hoy en Estados Unidos). El estado tuvo dos capitales: Saltillo y Monclova. Administrativamente, estaba dividido en tres distritos: Río Grande Saltillo, en el sur; Monclova, en el centro; y Béjar, que comprendía el territorio de Texas, localizado al norte del río Nueces.
El estado existió oficialmente hasta la aprobación de las Bases Constitucionales de corte centralista expedidas el 23 de octubre de 1835. Bajo el nuevo régimen, los estados federados se convirtieron en departamentos. El estado de Coahuila y Texas se dividió en dos departamentos. En respuesta a la instauración del régimen centralista, Texas se independizó y se constituyó como una república independiente en 1836. Coahuila se unió a Nuevo León y Tamaulipas, que se proclamaron independientes en 1840 con el nombre de República del Río Grande.

## Historia

### Independencia de México

México en 1824. Coahuila y Texas es el estado más nororiental.

El 27 de septiembre de 1821, después de tres siglos de dominio español, y una Guerra de Independencia de 11 años, México alcanzó su independencia. Los Tratados de Córdoba reconocieron a la Nueva España como un Imperio independiente, el cual tomó el nombre de Imperio Mexicano.
Después de una serie de problemas políticos y económicos, el Imperio encabezado por Agustín de Iturbide fue disuelto tras el triunfo de la Revolución del Plan de Casa Mata en 1823.
Tras la caída del Imperio surge el Supremo Poder Ejecutivo que sería el encargado de convocar la creación de la República Federal, el triunvirato estuvo vigente entre el 1 de abril de 1823 y el 10 de octubre de 1824.
El 31 de enero de 1824, se expidió el decreto por el cual se creó el Acta Constitutiva de la Federación Mexicana, la cual sentó las primeras bases y leyes de la futura República.
El 4 de octubre de 1824, se promulgó la Constitución Federal de los Estados Unidos Mexicanos. Después de un par de ajustes ese mismo año, el país quedó integrado por 19 estados, 5 territorios federales y un distrito federal.

### Estado Federado
El 7 de mayo de 1824, Coahuila y Texas se convirtió en uno de los estados fundadores de los Estados Unidos Mexicanos; el estado combinó las poco pobladas ex provincias españolas de Texas y Coahuila. Coahuila y Texas era el estado más pobre de la federación mexicana; conservó las mismas fronteras de la época de la colonia, pero no incluyó las áreas alrededor de El Paso, que pertenecía al estado de Chihuahua, ni la de Laredo, que era parte del estado de Tamaulipas.
Erasmo Seguín, diputado representante de Texas en el Congreso Constituyente durante los debates constitucionales, propuso que Texas se convirtiera en un territorio federal. Sabía que Texas, por su pequeña población y la insuficiencia de recursos, era un región mal preparada para ser un estado independiente, y que el Gobierno Federal de acuerdo a lo planteado en la futura Constitución, tendría la obligación de ayudar económicamente a los territorios federales. Debido a que Coahuila estaba mucho más poblado que Texas, Seguin temía que en un estado combinado, Coahuila ejercería un mayor poder en la toma de decisiones. El diputado representante de Coahuila, Miguel Ramos Arizpe, también pensaba que Coahuila no estaba preparada para ser un estado independiente. Pero los habitantes de Coahuila no estaban dispuestos a unirse a otros estados cercanos, por lo que Miguel Ramos Arizpe pensaba que Coahuila no podría competir ni en población ni en economía si se unía a Chihuahua, a Nuevo León, Zacatecas o San Luis Potosí, consideró que de hacerlo Coahuila sería el socio más débil. Debido a que la única opción que tenía Coahuila para ser aceptado como Estado Libre y Soberano, era combinarse con el territorio de Texas, así que esta opción se volvió la opción más viable. Para convencer a los tejanos de unir fuerzas con Coahuila, Ramos Arizpe escribió al ayuntamiento de Béjar y advirtió a los líderes políticos de que de ser convertido el territorio en entidad federal corrían el riesgo de perder la propiedad de las tierras que se les habían asignado dado que el Gobierno Federal vería por sus intereses y modificaría la posesión de la propiedad de tierras, y por el contrario, los gobiernos de los estados conservarían la propiedad de las tierras públicas. Eso fue suficiente para convencer a los tejanos a abandonar su oposición a la unión.

### Inmigración y esclavitud
El gobierno federal tenía poco dinero para crear milicias, así que los colonos estaban facultados para crear sus propias milicias para defenderse de las tribus nativas. La región fronteriza del estado sufría de constantes incursiones de
Apaches y Comanches. Con la esperanza de que poblando el territorio con nuevos colonos se podría controlar los ataques, el gobierno federal Mexicano aprobó la Ley General de Colonización para permitir la inmigración legal a Coahuila y Texas, y se le permitió como primer paso a 300 familias de colonos estadounidenses lideradas por Stephen F. Austin, trasladarse a México.
Después de algunos debates, el 24 de marzo de 1825, el Congreso del Estado de Coahuila y Texas autorizó un sistema de concesión de tierras a "empresarios", que reclutarían colonos para después traerlos a las tierras que les fueron concesionadas.  Rápidamente, los funcionarios en Saltillo, capital de Coahuila y Texas, fueron sitiados por especuladores de tierra extranjeros que querían concesiones en Texas. Aproximadamente 3420 solicitudes de concesión de tierras fueron presentadas por inmigrantes y ciudadanos naturalizados, la mayoría de ellos angloamericanos. Solo uno de los veinticuatro empresarios, Martín De León colonizó sus tierras concesionadas con ciudadanos del interior de México; los otros vinieron principalmente de los Estados Unidos.
Desde el momento en que México se independizó de España hubo un apoyo público para la abolición de la esclavitud. Los temores de una crisis económica si todos los esclavos fueran liberados al mismo tiempo dieron lugar a una política de emancipación gradual.  En 1823, México prohibió la venta o la compra de esclavos y se decretó que los hijos de los esclavos alcanzarían la libertad al llegar a catorce años. El 16 de septiembre de 1825, el primer presidente de México, Guadalupe Victoria, hizo efectiva la abolición de la esclavitud, decretada por Miguel Hidalgo en 1811. Todo esclavo introducido a México por compra o comercio también sería liberado.  Muchos de los colonos en Texas, sin embargo, poseían esclavos que habían traído con ellos desde los Estados Unidos.  En 1827, legislatura de Coahuila y Texas prohibió la introducción de más esclavos al estado dando la libertad a todos los niños nacidos de un esclavo.  Las nuevas leyes también ordenaron que cualquier esclavo traído al estado tendría que ser liberado en un plazo máximo de seis meses.  Dos años más tarde, el 15 de septiembre de 1829, el presidente Vicente Guerrero decretó la prohibición total de la esclavitud en México.  Esto dio lugar a murmuraciones de revueltas en Texas y el gobernador de Coahuila y Texas, José María Viesca, escribió al presidente para explicarle la importancia de la esclavitud a la economía de Texas, y la importancia de la economía de Texas para el desarrollo del estado. Texas fue excluido temporalmente de la abolición.  En 1830, se le ordenó al estado cumplir inmediatamente y en su totalidad con la ley de emancipación. Muchos colonos convirtieron a sus esclavos en sirvientes contratados por un plazo de 99 años, una práctica que el Estado prohibió en 1832.

### Tensiones

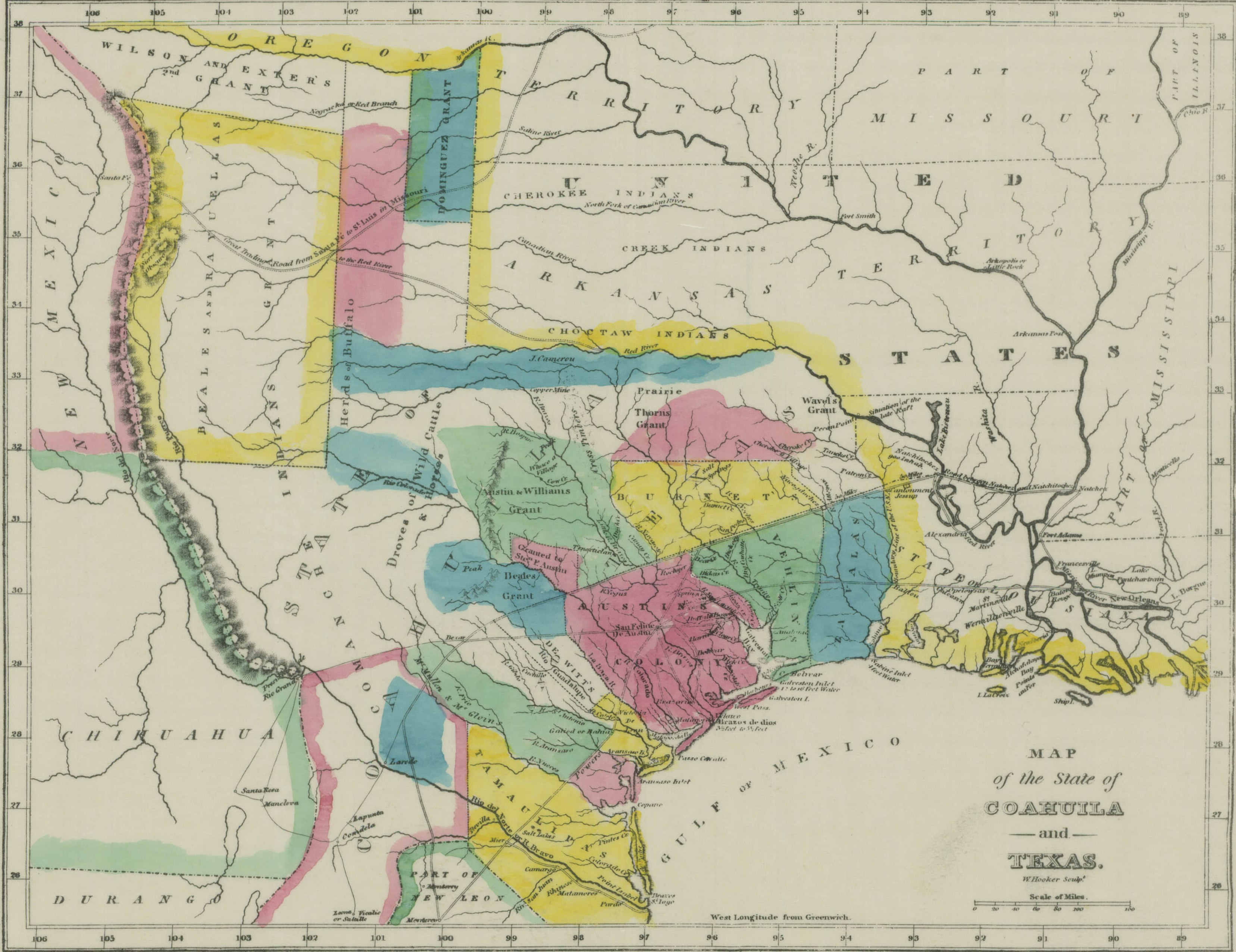
Mapa de Coahuila y Texas en 1833 que muestra varias de las concesiones de tierras.

El presidente Guadalupe Victoria había rechazado dos ofertas de compra sobre Texas ofrecidas por el embajador estadounidense Joel R. Poinsett, En 1826, fue sofocado un movimiento separatista encabezado por el empresario Haden Edwards, quien declaró la creación de la República de Fredonia. Esto, aunado al número enorme de estadounidenses que vivían en Texas, llevó a las autoridades mexicanas a la conclusión de que los Estados Unidos posiblemente usarían la fuerza para anexarse el territorio Tejano.
El 6 de abril de 1830, el gobierno mexicano aprobó una serie de leyes que restringieron la inmigración desde los Estados Unidos hacia Texas. Las leyes también cancelaron todos los contratos vacantes de "empresarios" y decretaron por primera vez la aplicación de derechos de aduana. La aplicación de las nuevas leyes enfureció a los colonos en Texas y, en junio de 1832, un grupo de ellos marchó armado a la base militar de Anáhuac y depuso al comandante, Juan Davis Bradburn. Un segundo grupo forzó la rendición de otro comandante militar mexicano en la Batalla de Velasco. La pequeña rebelión coincidió con otra encabezada por el general Antonio López de Santa Anna contra la política centralista del presidente de México Anastasio Bustamante. Los tejanos se alinearon con las políticas federalistas de Santa Anna. Los colonos de Texas continuaron presionando por cambios en la legislación mexicana.  En 1833, solicitaron la condición de estado independiente para Texas, e incluso elaboraron una propuesta de constitución para el estado.
En marzo de 1833, la capital del estado fue trasladada de Saltillo a Monclova, que estaba más cerca de Texas. Poco después, estalló la guerra civil y el gobierno de la República se alejó del federalismo hacia un gobierno más centralizado. En cuanto comenzaron los enfrentamientos, los residentes en Saltillo declararon que Monclova había sido convertida ilegalmente en capital del estado y eligieron a un nuevo gobernador. Los tejanos en Saltillo propusieron el establecimiento de un gobierno provisional en Béjar durante los disturbios para fortalecer la autonomía de Texas. Juan Seguin, jefe político de Béjar, pidió una reunión de ciudad para crear un gobierno, pero se vio obligado a posponerlo cuando las tropas mexicanas avanzaron hacia Texas.

### Disolución

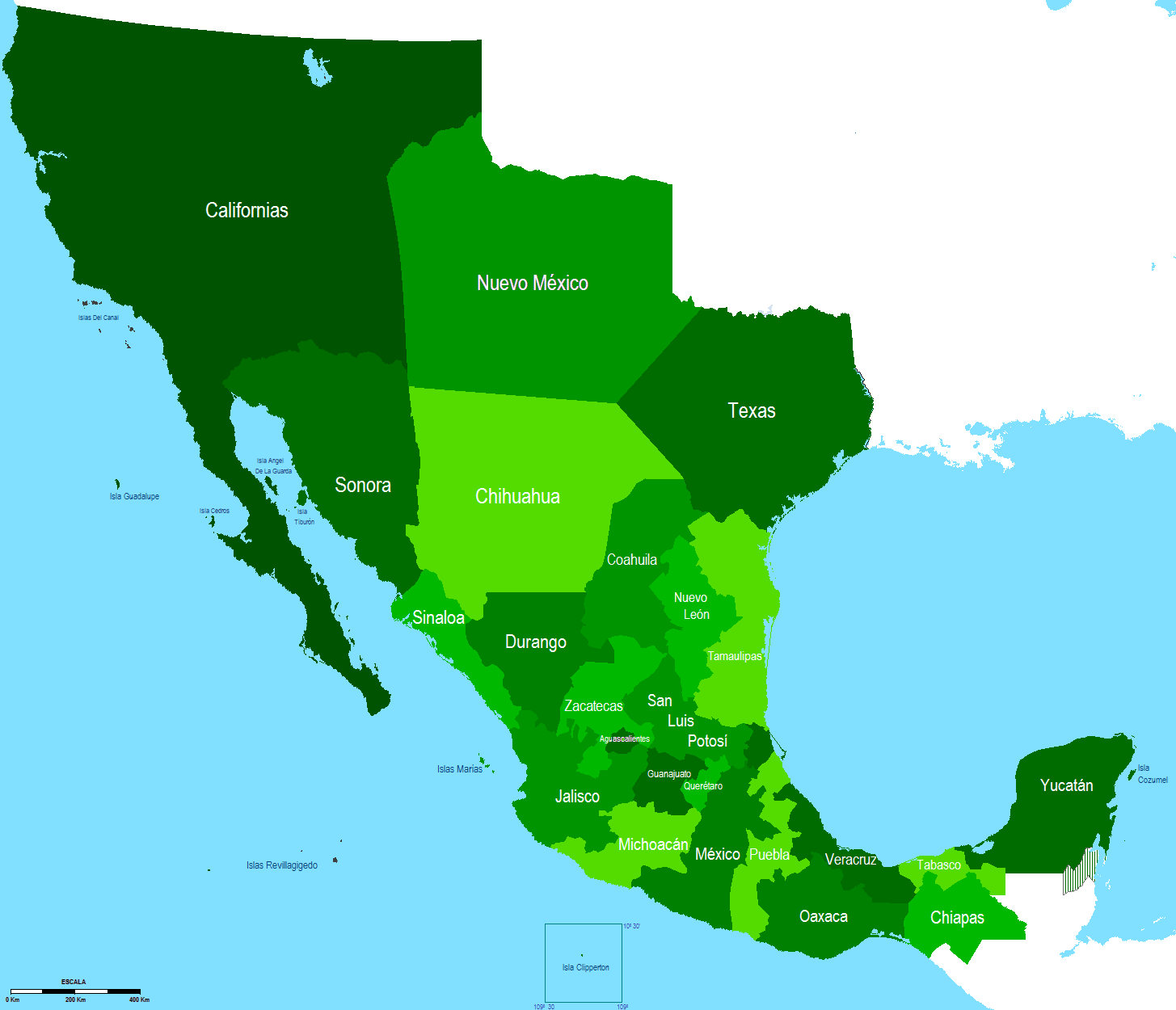
Mapa de México en 1835 que muestra sus 24 Departamentos.

En 1835, el Congreso de mayoría conservadora, apoyado por Santa Anna, asumió la soberanía nacional y derogó la Constitución de 1824, la cual fue sustituida por las "Bases Orgánicas Constitucionales", que fueron proclamadas el 23 de octubre de 1835. Ese día oficialmente los 20 estados de la República (incluyendo a Coahuila y Texas), los 5 territorios federales y el distrito federal, dejaron de existir como tales al convertirse en Departamentos. En varias partes del país los federalistas se rebelaron. En mayo de 1835, Santa Anna acabó brutalmente con la revuelta en Zacatecas. Como consecuencia a su revuelta, el territorio de Aguascalientes fue separado de Zacatecas el 23 de mayo de 1835. Los federalistas, incluyendo a Agustín Viesca, gobernador de Coahuila y Texas, tenían miedo de que Santa Anna atacara Coahuila, después de someter a los rebeldes en Zacatecas, por lo que el 21 de mayo de 1835, se disolvió la legislatura estatal y se autorizó al gobernador establecer el gobierno en una parte diferente del Estado. Viesca fue arrestado cuando viajaba a San Antonio. Cuando Viesca escapó y llegó al área de Texas, nadie lo reconoció como gobernador.  El 2 de octubre de 1835, los colonos en Texas se rebelaron contra el gobierno mexicano. El resultado de la Revolución de Texas fue el establecimiento de la República de Texas en 1836.

## Gobierno
Coahuila y Texas fue dividida en varios departamentos, estando cada uno de ellos gobernado por un jefe político. Los departamentos se subdividieron en municipios, gobernados por alcaldes. Cada municipio también elegía un ayuntamiento. Originalmente, toda Texas se incluyó en el Departamento de Béjar, mientras que Coahuila estaba dividida en varios departamentos.  Después de muchas protestas de los ciudadanos de Texas, a principios de 1834 la región fue dividida en tres departamentos, Béjar, Brazos, y Nacogdoches. Al mismo tiempo, le fueron concedidos a Texas tres representantes en la legislatura del estado, ya que originalmente tenía dos.
Las leyes que regían los asuntos del estado eran establecidas por una legislatura estatal. Diez de los doce miembros eran elegidos de Coahuila y dos procedían de Texas.  Los legisladores se reunían en la capital del estado, originalmente Saltillo, y después en Monclova. La elección de la capital fue polémica; Saltillo estaba localizada en el extremo suroeste del estado, a más de 300 leguas de distancia de la parte norte de Texas.

### Defensa
El gobierno federal reconoció que los estados fronterizos requerían un modelo militar diferente al de los otros estados. En 1826, Coahuila y Texas y los estados vecinos de Tamaulipas y Nuevo León fueron unidos bajo un único comando general militar, que tenía su sede cerca de Laredo.  De acuerdo con los reglamentos, cada una de las guarniciones en Texas (el Álamo en Béjar y Presidio La Bahía en Goliad) tendrían 107 soldados, sin incluir oficiales.  En 1832 hubo un total combinado de 70 soldados con armas de fuego y 70 que no tenía armas.  Cuando se requéría, el gobierno federal establecía nuevas guarniciones dentro de Texas, pero cuando la amenaza inmediata se consideraba resuelta, las nuevas guarniciones se cerraban.  La mayor parte del ejército nacional permaneció en la Ciudad de México.
El gobierno tenía poco dinero, y las tropas estaban a menudo mal pagadas, mal armadas, sin municiones, y mal alimentadas. En muchos casos los pobladores se vieron obligados a proporcionar alimentos y otros suministros a los soldados. Pocos hombres se ofrecían como voluntarios para servicio militar en la frontera, las guarniciones estaban compuestas mayormente por presidiarios o civiles reclutados a la fuerza.
En 1828, la legislación de Coahuila y Texas aprobó una ley que autoriza una milicia oficial del estado. Texas tendría por lo menos tres unidades de la milicia, una en Béjar, otra en Goliad, y la última junto al Río Brazos.

## Demografía
A pesar de la enorme afluencia de colonos de los Estados Unidos que se movieron al estado después de que las leyes de colonización fueron aprobadas, la mayoría de los pobladores de Coahuila y Texas eran nativos mexicanos. En la región de Texas, sin embargo, aproximadamente el 80% de la población eran migrantes de los Estados Unidos o Europa.
En las zonas fronterizas del estado, al igual que el resto de la frontera mexicana, hubo más matrimonios mixtos (étnicos) que en los estados del interior.  Aunque tanto las Constituciones federal y estatal establecían el catolicismo como la religión oficial, en las zonas fronterizas a menudo se desobedeció la norma.
Según el censo realizado en Coahuila y Texas en 1828, se registró un conteo de 66,131 habitantes en el área de Coahuila y 4,824 habitantes en el área de Texas.

## Economía
Mayormente se cultivaban alimentos para su uso en la misma zona, pocos eran exportados. Eso se debió en parte a la escasez de mano de obra y debido a las incursiones de las tribus nativas. La caza silvestre era abundante, muchas familias vivían de la caza y al mismo tiempo poseían unas cuantas cabezas de ganado y llevaban a cabo agricultura de subsistencia.
En el área de Texas, la economía dependía en gran medida del cultivo de algodón. En 1834, Texas exportó más de 7000 balas de algodón. La ganadería también fue un negocio lucrativo; Texas exportó más de 5,000 cabezas de ganado en 1834. La madera se exportó en pequeñas cantidades, principalmente a Matamoros. A mediados de la década de 1830, Texas importó aproximadamente $630.000 dólares en bienes. Las exportaciones ascendieron a sólo unos $500.000 dólares. El déficit comercial provocó una falta de moneda corriente en Texas; en un informe a sus superiores Juan Almonte estimó que sólo alrededor del 10% de las transacciones dentro de Texas se llevaron a cabo en especie.
Muchos habitantes de la frontera mexicana no obedecían las reglas que limitaban el comercio con los Estados Unidos. Esas áreas, incluyendo Texas, estaban lejos del control federal –y con frecuencia del estatal–, el contrabando era enorme.  Coahuila no tenía línea costera, y por lo tanto no podía importar mercancías procedentes de otros países. De 1823 a 1830, los colonos de Texas tuvieron exención de aranceles de algunos productos. Los impuestos por aduana no podían ser recolectados debido a que no había una oficina de impuestos. En 1830 se estableció una oficina de aduana en Anáhuac, pero los soldados fueron expulsados por los colonos en 1832. Un incidente similar ocurrió en 1835. Texas continuó sirviendo como refugio de contrabando, algunos de los productos se enviaban hacia el interior de México y el resto al territorio de Santa Fe de Nuevo México.

## Galería de mapas

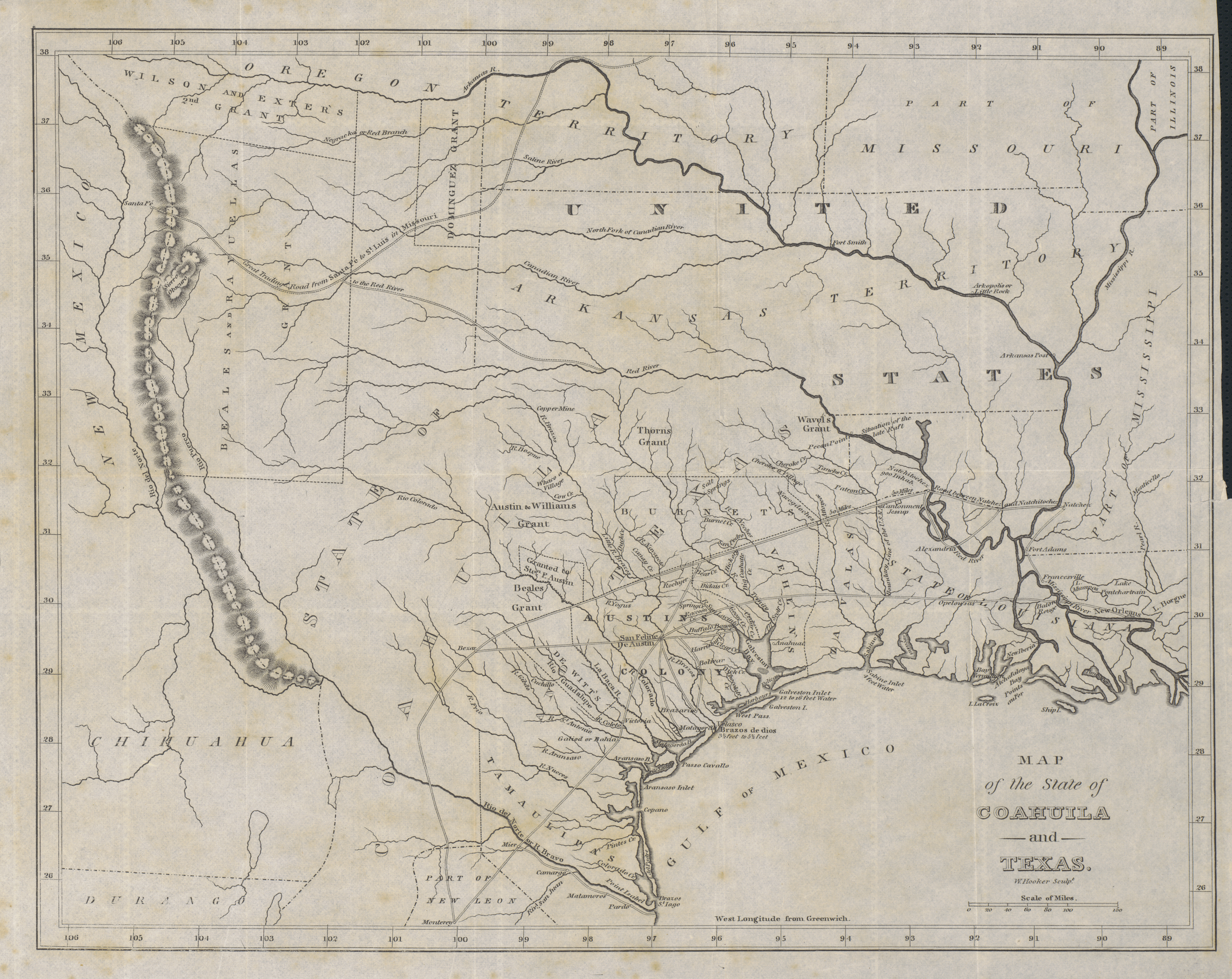
1833
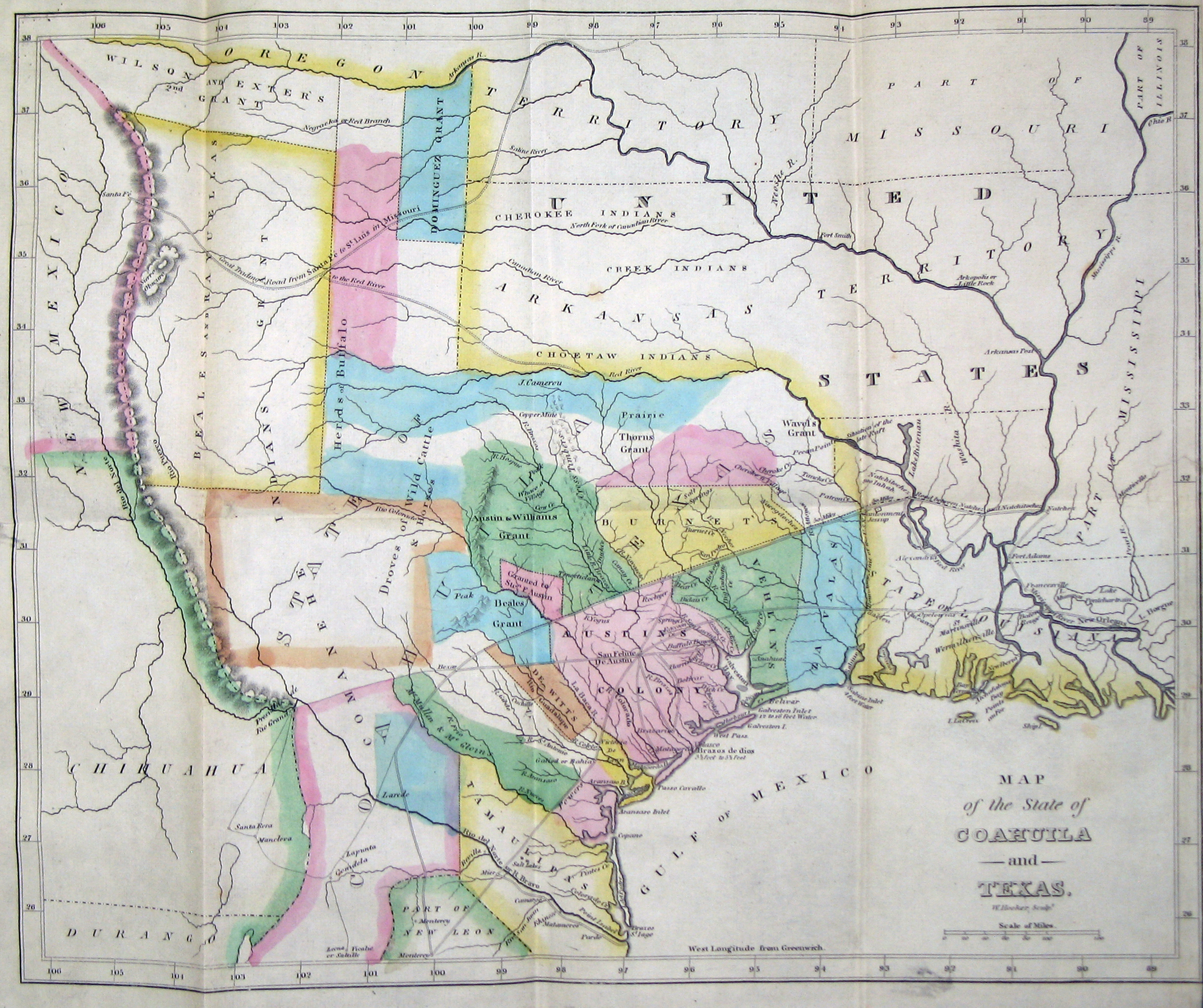
1834
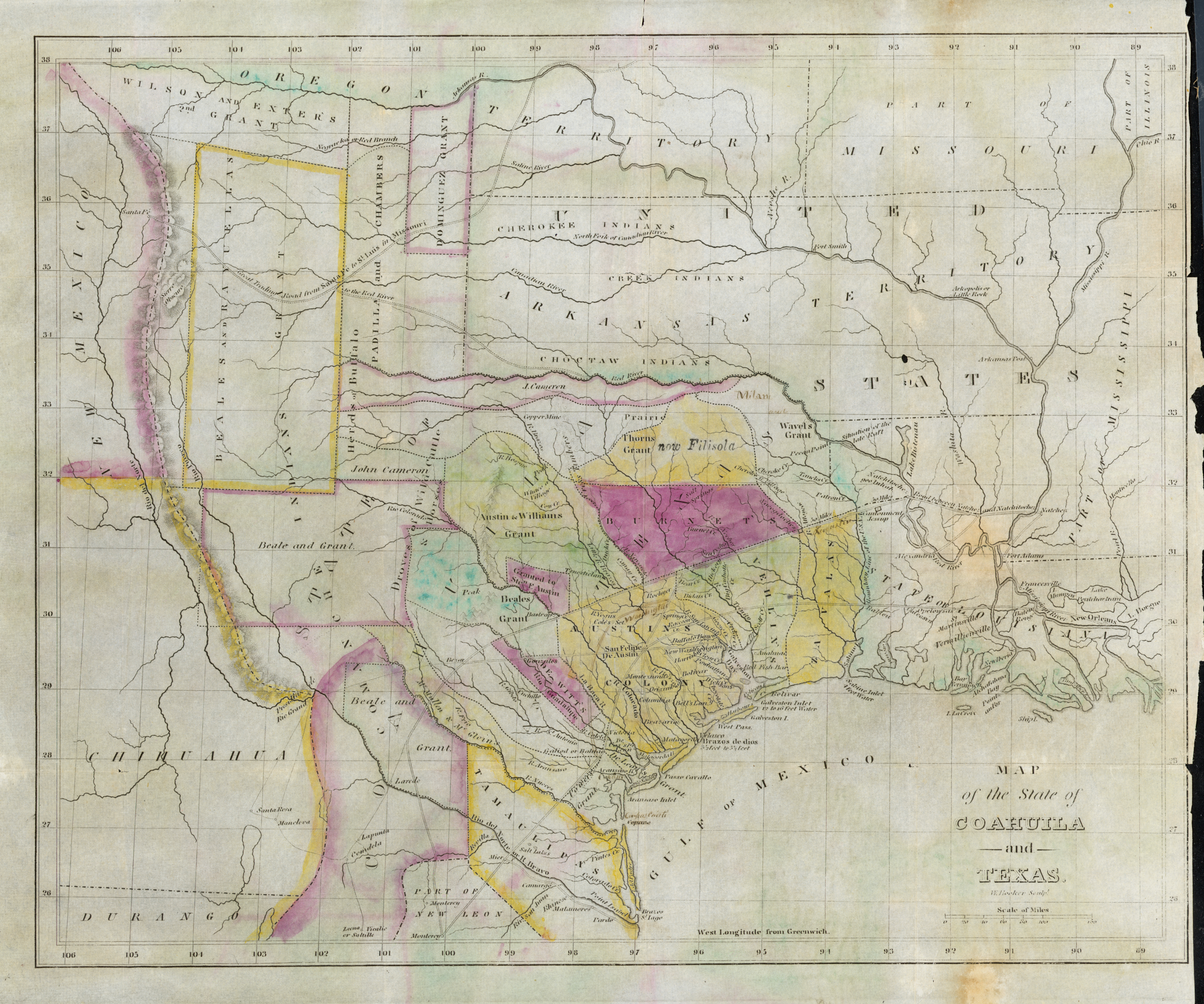
1836